# Danis hermes
Danis hermes är en fjärilsart som beskrevs av Grose-smith 1894. Danis hermes ingår i släktet Danis och familjen juvelvingar. Inga underarter finns listade i Catalogue of Life.